# Lophocebus ugandae
El mangabey de Uganda (Lophocebus ugandae) es una especie de primate catarrino de la familia Cercopithecidae. La especie fue previamente considerada una población de mangabey de mejillas grises (L. albigena), pero Colin Groves la elevó al rango de especie en 2007. La especie es mucho más pequeña que L. albigena, con el cráneo más corto y la cara más pequeña.

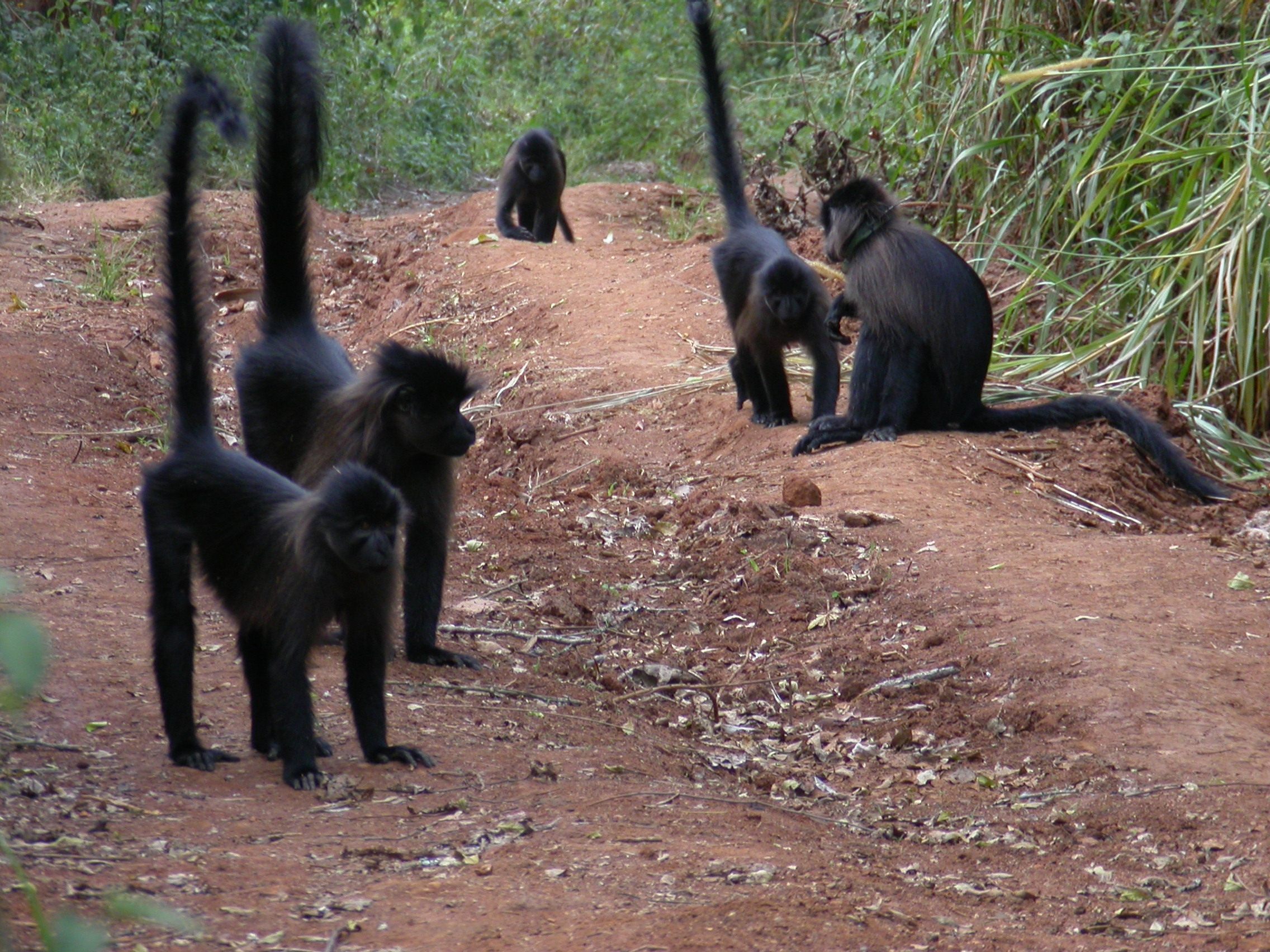
El mangabey de Uganda desciende al suelo para atravesar carreteras, alimentarse y socializar.